# NanoCAD
nanoCAD è un software per computer aided design (CAD), di cui è disponibile sia una versione gratuita, sia alcune versioni a pagamento, tutte a licenza chiusa; si installa previa attivazione e può essere utilizzato anche per scopi commerciali. Lo sviluppo di nanoCAD è iniziato nel 2008 per opera dell'azienda russa Nanosoft.

## Caratteristiche
Del software nanoCAD è disponibile sia una versione freeware, sia versioni commerciali, a funzionamento modulare sulla base di "nanocad platform".
nanoCAD è un prodotto CAD 2D/3D che offre ai professionisti CAD uno strumento per leggere, editare e condividere file DWG, con un'interfaccia e comandi molto simili a quelli del software AutoCAD; in particolare, la versione gratuita assomiglia alle interfacce delle versioni di AutoCAD precedenti alla 2009, senza la barra multifunzione, mentre le versioni a pagamento hanno un'interfaccia simile alle versioni di AutoCAD 2022, rappresentando quindi un'alternativa ai software sviluppati da Autodesk, il che consente agli utenti di poter cambiare software senza dover aggiornare le modalità di lavoro.
Le funzioni di nanoCAD si collocano tra AutoCAD LT (2D-disegno del sistema) e la versione completa di AutoCAD (piattaforma CAD). Il fatto di poter sviluppare in ambiente nanoCAD dei plugin o delle estensioni, con strumenti simili a quelli utilizzati in AutoCAD, lo rende una piattaforma interessante per gli sviluppatori CAD e gli utenti dei loro prodotti; i file DWG sono quindi supportati nativamente.
nanoCAD supporta le API, permettendo di sviluppare le proprie applicazioni in C++, .NET, Visual Basic Script, JavaScript о AutoLISP.
nanoCAD è stato sviluppato in Russia e tiene conto degli standard di progettazione russi, essendo compatibile con i tipi di colore e spessore, font, stili di quota, scale, quadrati, sfere, sviluppati dalle norme ЕСКД e СПДС.
Il codice è proprietario, quindi la disponibilità di aggiornamenti futuri è legata alla società Nanosoft, non potendo essere mantenuto o ulteriormente sviluppato da altri.
La versione freeware non supporta la gestione di oggetti 3D, al contrario della versione Pro.
Oltre a non supportare i disegni di AutoCAD 2013, nanoCAD usa il formato DWG supportato dalle librerie Teigha™, sviluppato dalla non-profit Open Design Alliance. Autodesk afferma che potrebbe non esserci compatibilità con il formato originale DWG e aprendo i disegni di nanoCAD in AutoCAD compare messaggio di avvertimento relativo a questo aspetto, a prescindere dal fatto che il disegno funzioni senza problemi. Le librerie software per la gestione dei DWG usate da nanoCAD APS sono utilizzate da circa 750 organizzazioni, tra le quali sono presenti anche Autodesk, Bentley, Dassault Systèmes, Esri, Graphisoft, Oracle e Siemens.
Il software è disponibile in lingua russa e in lingua inglese ed è dotato di manuale d'uso.
Il download pesa 385 MB per la versione gratuita, un file unico installabile su Windows sia a 32 che a 64 bit.
Esiste anche una versione non sviluppata direttamente dalla casa madre, contenente la traduzione in lingua italiana.